# Mammillaria backebergiana
Mammillaria backebergiana är en kaktusväxtart som beskrevs av Franz Georg Philipp Buchenau. Mammillaria backebergiana ingår i släktet Mammillaria och familjen kaktusväxter.

## Underarter
Arten delas in i följande underarter:
- M. b. backebergiana
- M. b. ernestii

## Bildgalleri

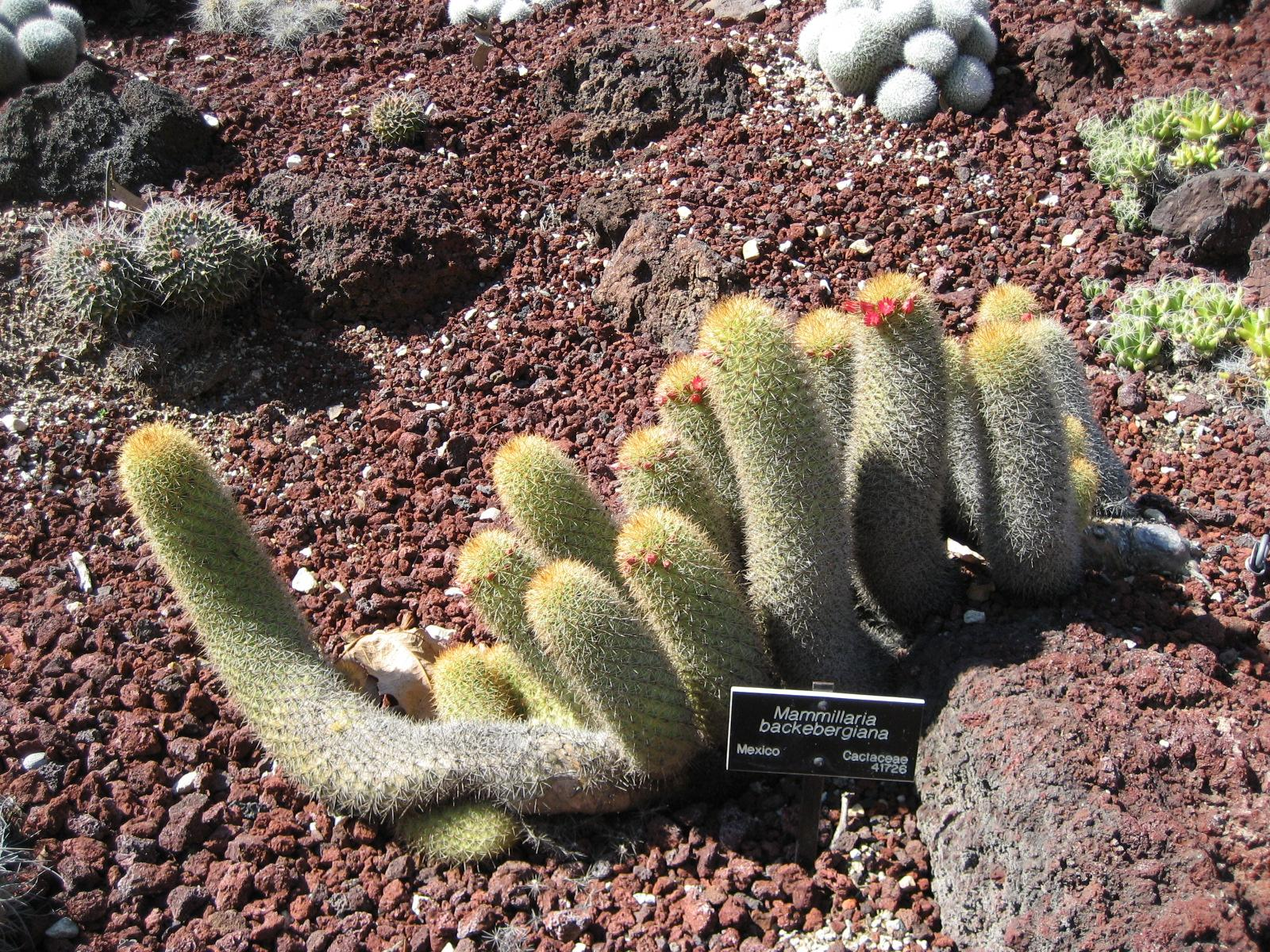
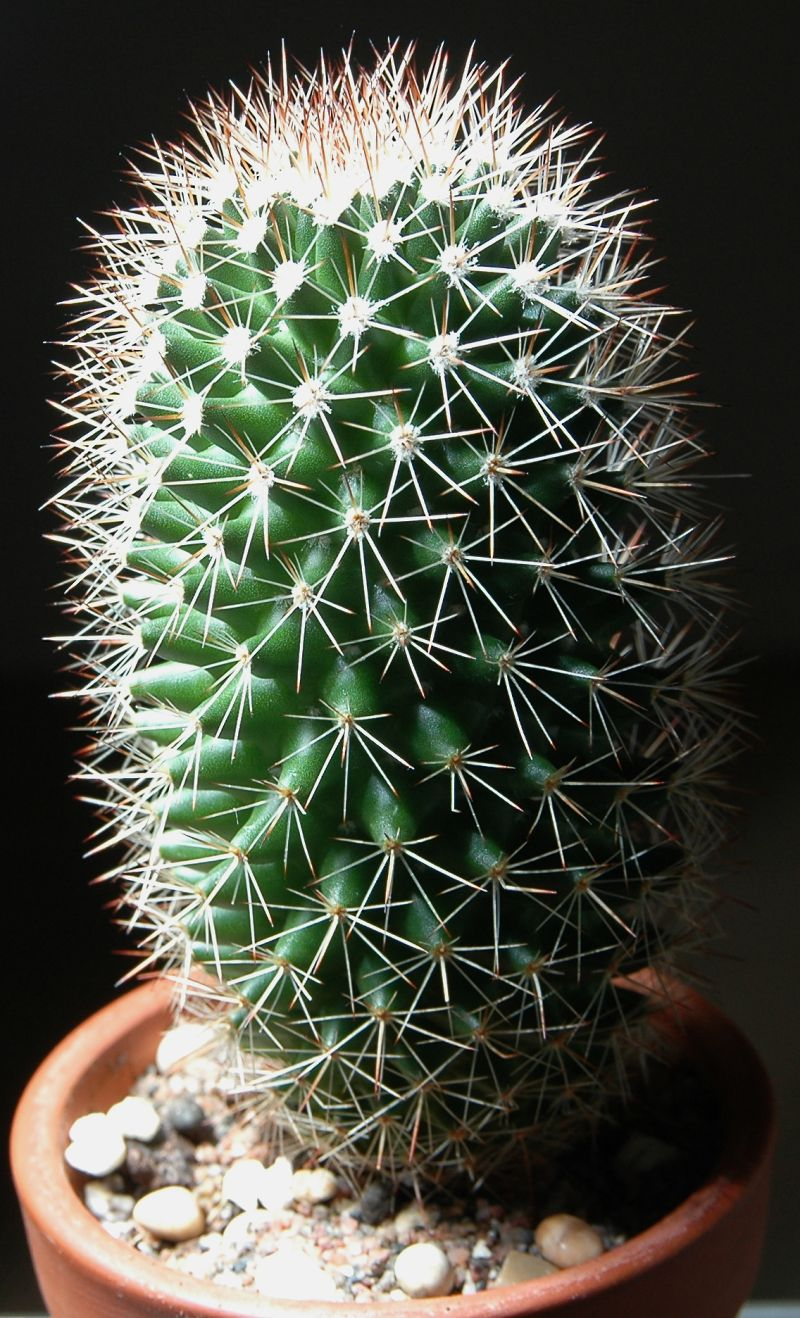
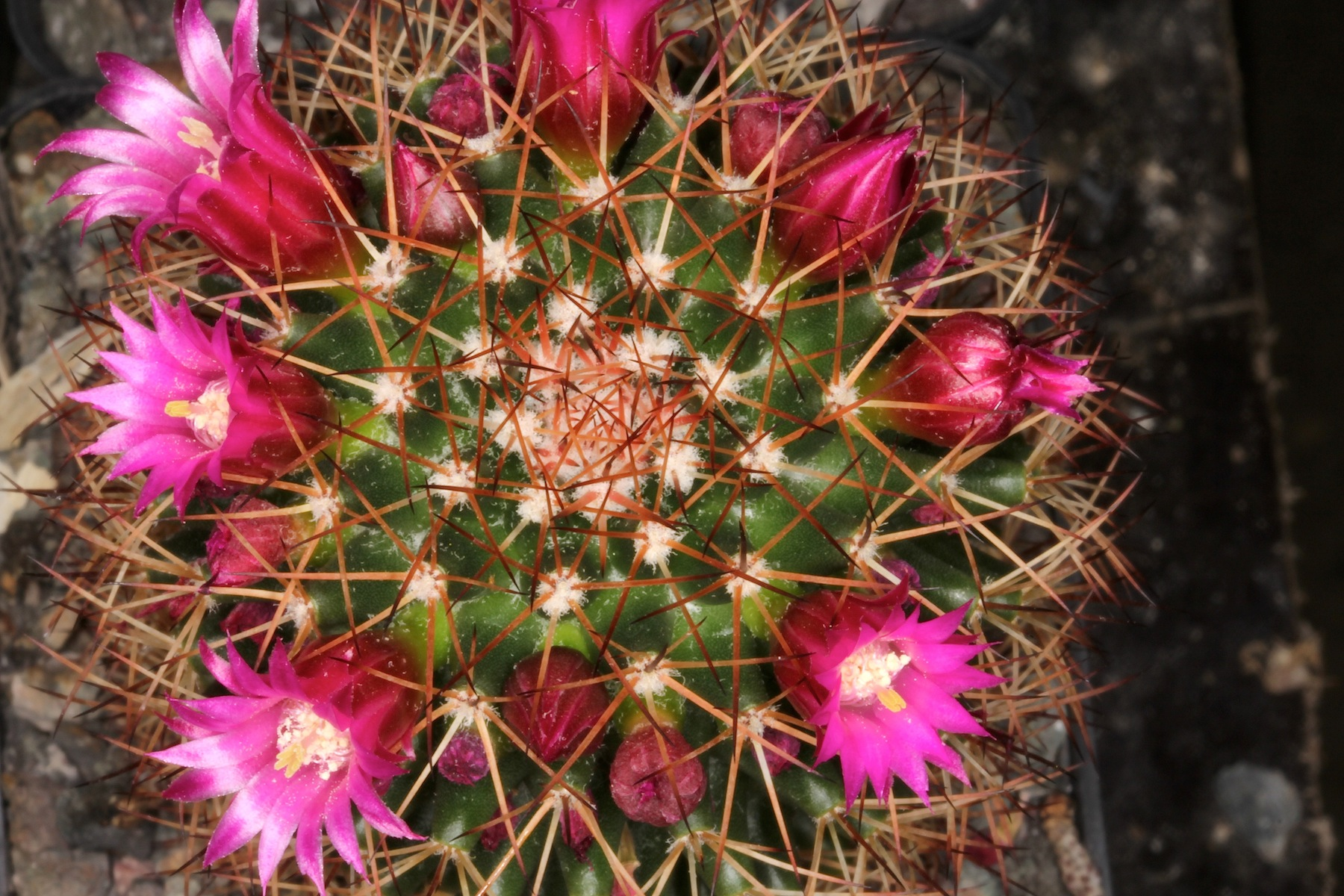